# Faux bois de demoiselle
Phyllanthus consanguineus
Espèce
Le faux bois de demoiselle (Phyllanthus consanguineus) est une espèce de plantes à fleurs de la famille des phyllanthacées. Elle est endémique de l'île de La Réunion, département d'outre-mer français dans le sud-ouest de l'océan Indien.